# Pristimantis marahuaka
Pristimantis marahuaka es una especie de anfibios de la familia Craugastoridae.

## Distribución geográfica y hábitat
Es endémica del cerro Marahuaca (Venezuela). Su rango altitudinal oscila alrededor de 2450 m s. n. m..